# Neonicholsonia watsonii
Neonicholsonia es un género monotípico perteneciente a la familia  de las palmeras Arecaceae. Su única especie: Neonicholsonia watsonii Dammer, es nativa de Centroamérica.

## Descripción
El tronco es solitario y acaulescente o apenas emergente, produciendo hojas de 1,5 m de largo, pinnadas, que forman un arco suave.  Las hojas surgen de pecíolos cortos, los foliolos alcanzan hasta 30 cm de longitud, son elípticas, y de color verde esmeralda, y dispuestas regularmente a lo largo del raquis. La inflorescencia es  solitaria, interfoliar con un pedúnculo largo, delgado, llevando flores masculinas y femeninas. El fruto es elipsoidal, negro cuando está maduro, con una sola semilla globosa.

## Distribución y hábitat
Se encuentra en la pluvioselva de Nicaragua y Panamá desde el nivel del mar hasta los 250 metros.

## Taxonomía
Neonicholsonia watsonii fue descrita por Carl Lebrecht Udo Dammer y publicado en The Gardeners' Chronicle, ser. 3 30: 179, en el año 1901.
Etimología
El género y el nombre de la especie se otorgó en honor de George Nicholson, un ex conservador del Real Jardín Botánico de Kew y William Watson, botánico estadounidense.
Sinonimia
- Neonicholsonia georgei Dammer, Gard. Chron. 1901(2): 178 (1901).
- Woodsonia scheryi L.H.Bailey, Gentes Herb. 6: 262 (1943).[5][6]